# 大阪公立大学医学部附属病院

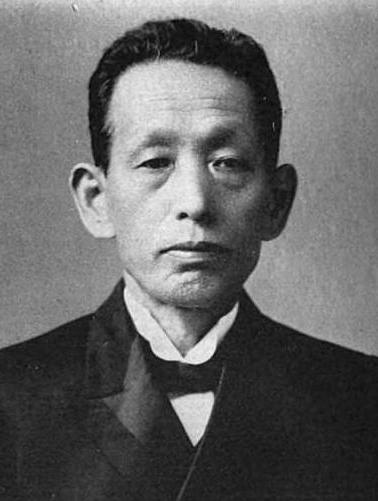
岸本吉右衛門

大阪公立大学医学部附属病院（おおさかこうりつだいがくいがくぶふぞくびょういん、英語: Osaka Metropolitan University Hospital）は、大阪市阿倍野区にある大阪公立大学医学部附属の大学病院。大阪公立大学阿倍野キャンパスに位置する。特定機能病院、大阪府災害拠点病院。

## 理念・方針
公式サイトに記載されている理念と方針は以下の通り。

### 理念
私たちは医学部建学の精神である「智・仁・勇」に基づき
1. 地域住民の健康に寄与する質の高い医療を提供します
2. こころ豊かで信頼される医療人を育成します
3. 医療の進歩にたゆまぬ努力を続けます

### 方針
1. 患者さん本位の安全で質の高い医療を提供します
2. 地域医療の向上に寄与します
3. 健康・予防医学を推進します
4. 最新の高度医療を提供します
5. 人間味豊かな優れた医療人を育成します
6. 新しい診断法・治療法・予防医学の開発を行います
7. 質の高い多彩な研究を推進します

## 沿革
1925年（大正14年）10月に篤志家・岸本吉右衛門の寄付と市費で大阪市阿倍野区旭町1丁目61番地に設立された市立市民病院が始まり。その後、1944年（昭和19年）4月に大阪市立医学専門学校が設立され、同附属病院となる。その4年後には新設の大阪市立医科大学の附属となり、1955年（昭和30年）4月に大阪市立大学への統合に伴って大阪市立大学医学部附属病院となる。その後2022年（令和4年）4月には、大阪市立大学と大阪府立大学を統合した大阪公立大学の新設に伴って現在の病院名となる。
市立医科大学の設立1年後の1949年（昭和24年）4月には看護師育成のために市立医科大学附属厚生学院を開設し、その後1977年（昭和52年）4月には医学部附属看護専門学校に改名した。なお、看護専門学校は2000年（平成12年）3月に閉校した。

## 年表
- 1925年（大正14年）：市立市民病院が設立。後に市立南市民病院と改称[3]。
- 1944年（昭和19年）：大阪市立医学専門学校が設立され、同附属病院となる。
- 1948年（昭和23年）：大阪市立医科大学が設立。
- 1949年（昭和24年）：厚生学院開設。
- 1955年（昭和30年）：大阪市立医科大学が大阪市立大学に統合。大阪市立大学医学部附属病院となる。
- 1956年（昭和31年）：北館竣工
- 1961年（昭和36年）：南館（ガンセンター）竣工
- 1967年（昭和42年）：東館竣工
- 1974年（昭和49年）：附属病院内に金塚小学校養護学級開設
- 1977年（昭和52年）：看護専門学校開設（厚生学院を改称）
- 1985年（昭和60年）：高度先進医療機関として認可
- 1993年（平成05年）：新病院竣工（本館・北館・南館・東館はいずれも解体された）
- 1997年（平成09年）：特定機能病院として承認、大阪府災害拠点病院として指定
- 2000年（平成12年）：看護専門学校閉校
- 2013年（平成25年）：造血幹細胞移植推進拠点病院に認定
- 2014年（平成26年）：先端予防医療部附属クリニックMedCity21をあべのハルカス21階に開設
- 2017年（平成29年）：ドクターカー稼働開始
- 2022年 (令和04年)  : 大阪市立大学と大阪府立大学の統合・再編による大阪公立大学の新設に伴い大阪公立大学医学部附属病院と改称[4]。

## 指定施設
- 厚生労働省指定
  - 特定機能病院[3]
  - DPC対象病院
  - がんゲノム医療連携病院[5]
- 大阪府指定
  - 大阪府災害拠点病院[3]
  - 肝疾患診療連携拠点病院
  - 認知症疾患医療センター
  - 地域がん診療連携拠点病院
  - 救命救急センター
  - 地域周産期母子医療センター
  - 難病診療連携拠点病院[6]
- 学会指定
  - 造血幹細胞移植推進拠点病院[3]

## 診療科等
2022年（令和4年）4月現在、大阪市立大学医学部附属病院には以下の38の診療科などが設置されている。
| - 診療科 - 総合診療科 - 循環器内科 - 呼吸器内科 - 膠原病・リウマチ内科 - 生活習慣病・糖尿病センター - 腎臓内科 - 骨・内分泌内科 - 消化器内科 - 肝胆膵内科 - 小児科・新生児科 - 神経精神科 - 皮膚科 - 放射線科 - 放射線治療科 - 核医学科 - 消化器外科 - 乳腺・内分泌外科 - 心臓血管外科 - 肝胆膵外科 - 呼吸器外科 - 小児外科 - 脳神経外科 - 整形外科 - 泌尿器科（腎臓移植） - 女性診療科（産科・生殖内分泌・骨盤底医学） - 女性診療科（婦人科腫瘍） - 眼科 - 耳鼻いんこう科 - 麻酔科・ペインクリニック科 - 形成外科 - 血液内科・造血細胞移植科 - 脳神経内科 - 歯科・口腔外科 - 感染症内科 - ゲノム診療科 - リハビリテーション科 - 病理診断科 - 臨床検査科 | - 中央部門 - 中央臨床検査部 - 中央放射線部 - 病理部 - 中央手術部 - 救命救急センター - 集中治療部 - 心血管疾患集中治療部 - リハビリテーション部 - 内視鏡センター - 人工腎部 - 輸血部 - 医療情報部 - 薬剤部 - 看護部 - 栄養部 - 医療機器部 - 臨床研究・イノベーション推進センター - 化学療法センター - ゲノム医療センター - 患者総合支援センター - 先端予防医療部（附属クリニックMedCity21） - 卒後臨床研修センター - 医療安全センター - 医療の質・安全管理部 - 感染制御部 - 新規技術・医薬品審査部 |

## MedCity21
先端予防医療部附属クリニックMedCity21（メッドシティ ニジュウイチ）は、2014年（平成26年）4月に大阪市立大学医学部附属病院（当時）が公立大学法人による運営の中では全国で初めて検診事業を行う施設として開設した診療所である。病院から徒歩10分程度に位置する大阪阿部野橋駅が入居する高層ビル「あべのハルカス」の21階に位置している。
人間ドックの他に総合診療や乳腺外来、妊婦検診なども行っており、その一方で受診者の同意のもとでバイオバンクの整備や大学医学部の臨床研究データの回収が行われている。

## アクセス
- JR西日本大和路線・大阪環状線・阪和線「天王寺駅」中央改札から約9分
- Osaka Metro御堂筋線・谷町線「天王寺駅」御堂筋線西改札から約7分、谷町線南西改札・南東改札から約9分
- 阪堺電気軌道上町線「天王寺駅前」改札から約7分
- 近鉄南大阪線「大阪阿部野橋駅」西改札から約9分
- Osaka Metro御堂筋線・堺筋線「動物園前駅」東改札から約8分
- 大阪シティバス「大阪公立大学医学部附属病院」停留所すぐ